# World Skate Asia
Pour les articles homonymes, voir CARS.
World Skate Asia, ancienne Confederation of Asia Roller Sports (CARS), est la principale organisation de sports en patins à roulettes en Asie, présidée par Zhiguo Sheng. Fondé [Quand ?], World Skate Asia fait partie de World Skate (ancienne Fédération internationale de roller sports, ou FIRS. Cet organisme gouverne différentes disciplines :
- descente en roller ;
- rink hockey ;
- roller in line hockey ;
- roller de vitesse.

World Skate Asia est chargé de l'organisation du championnat d'Asie de rink hockey, qui réunit régulièrement les meilleures sélections nationales asiatiques.